# Władysław Syrokomla
Władysław Syrokomla (pseudonym för Ludwik Władysław Franciszek Kondratowicz), född 29 september 1823 i Smolgów, död 15 september 1862 i Vilnius, var en polsk poet. 
Syrokomla vann sin popularitet huvudsakligen genom en samling i versform omarbetade familjekrönikor och historiska traditioner med titeln Gawędy i rymy ulotnie (1853), poetiska berättelser med folkliga stoff, och den episka dikten Urodzony Jan Dęborog. Stor litterär betydelse för Polen hade Syrokomla genom sina tolkningar av Polens latinska poeter, bland andra Klemens Janicki, Jan Kochanowski, Marcin Bielski och Szymon Szymonowic. Bland annat översatte han till polsk vers Erik Johan Stagnelius "Flyttfåglarne". Han författade även dikter på det vitryska språket. Hans samlade verk utkom 1872 (ny upplaga 1890).